# Kelvinscheepsgolven

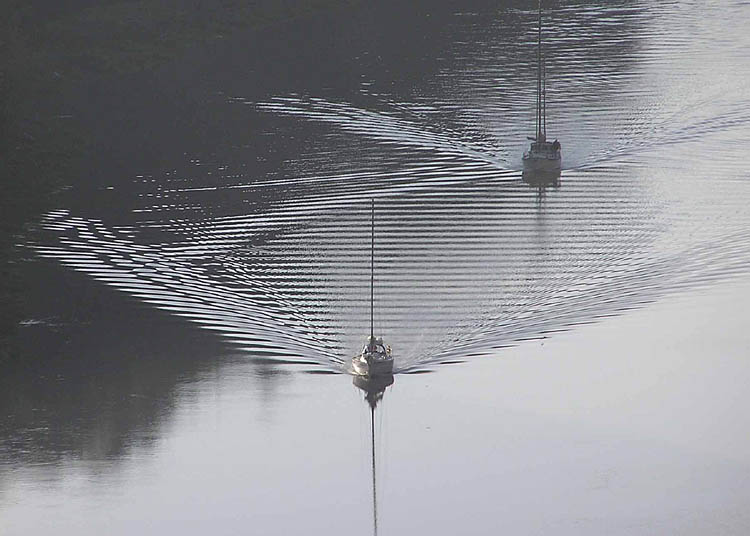
Kelvin golfpatroon

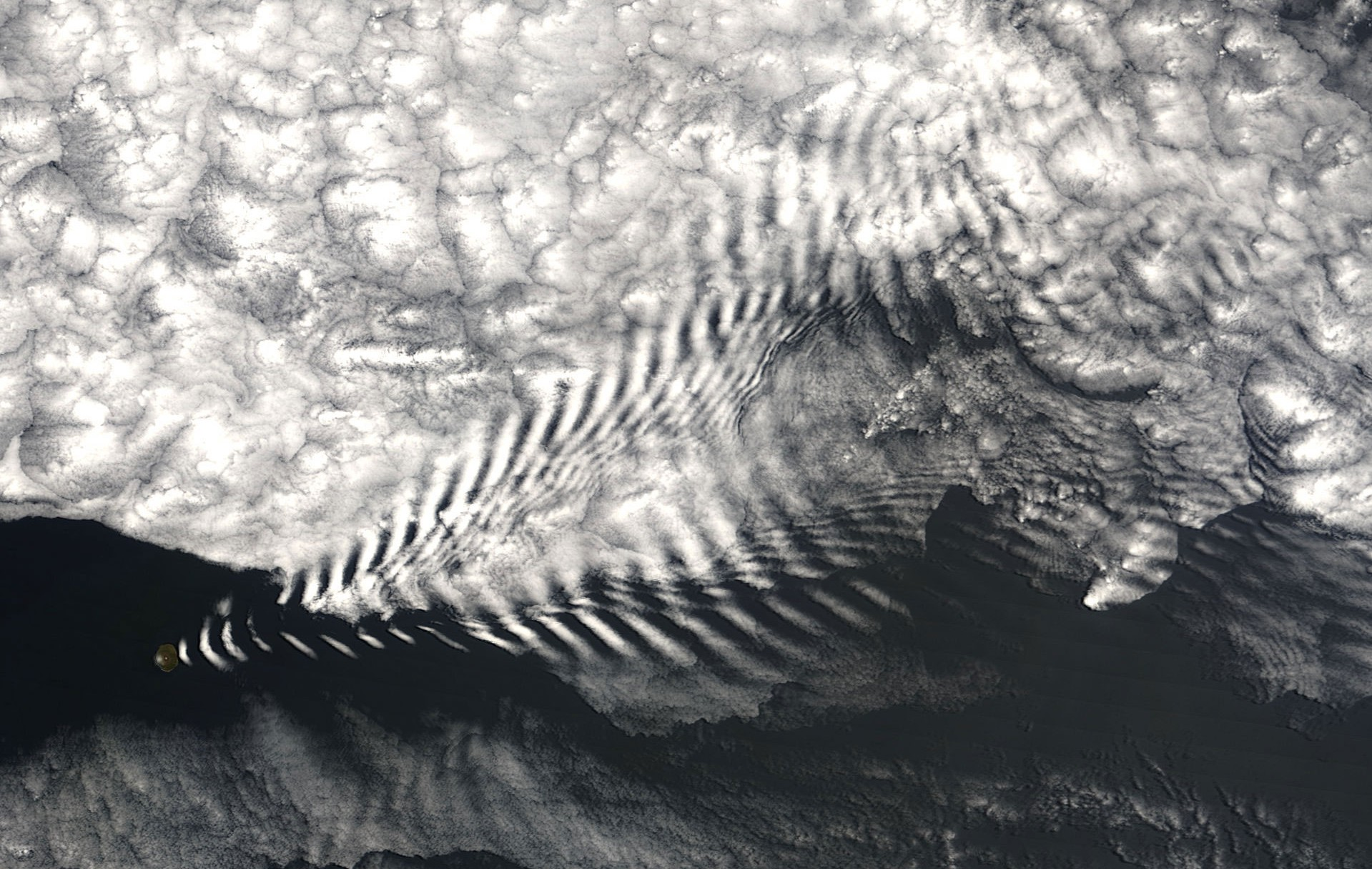
Het Kelvin scheepsgolfpatroon komt niet alleen achter schepen voor, maar ook in een horizontaal-gelaagde atmosfeer. Dit is een NASA satellietfoto van het patroon van golven dat zich gevormd heeft in het zog van Île Amsterdam, een vulkanisch eiland in de zuidelijke Indische Oceaan.

Kelvinscheepsgolven zijn het typische golfpatroon achter een schip. De naamgever is Lord Kelvin (William Thomson) die ze begin 19e eeuw voor het eerst wiskundig beschreef.
Het patroon bestaat enerzijds uit transversale golven die loodrecht op de voortbewegingsrichting staan en op het schip achterlopen en anderzijds diagonale golfkammen waarvan de verbindingslijn van de hoogste punten in theorie een hoek vormt van 19°28’ met de bewegingsrichting van het schip. De voortplantingsrichting van de golven op deze lijn vormt dan weer theoretisch een hoek van 35°16’ met de bewegingsrichting van het schip.

## Berekening
Wanneer het wateroppervlak op een plaats verstoord wordt (bijvoorbeeld door een steen in het water te gooien) zal vanuit dit punt een systeem van concentrische golven vertrekken, elk met een andere amplitude en golflengte.

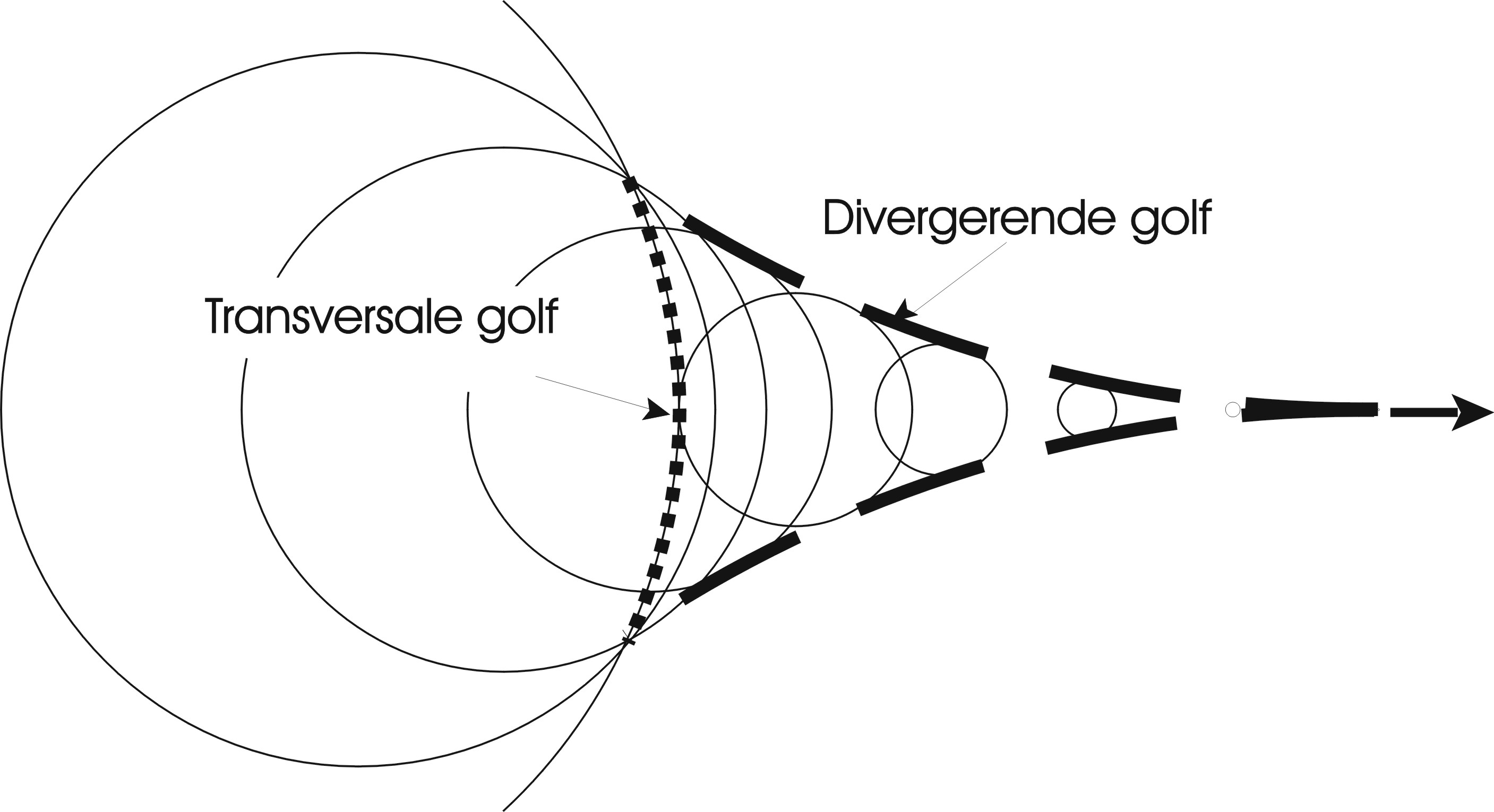
Ontstaan van Kelvingolven achter een schip

Het wiskundig probleem van de scheepsgolven komt erop neer de superpositie te vinden van al deze concentrische golven die op elk opeenvolgend tijdstip vanuit de volgende positie van de boeg van het schip vertrekken. Het oplossen vereist geavanceerde wiskundige gereedschappen zoals fourierreeksen en besselfuncties. De differentiaalvergelijking in poolcoördinaten die het vraagstuk beschrijft heeft enkel oplossingen wanneer de hoek kleiner is dan 19°28’. Dit betekent praktisch, dat het volledige golfpatroon begrepen is in een hoek van 38°56’ achter het schip.
In de praktijk zal de hoek variëren van ongeveer 10° voor erg slanke, snelle schepen tot 22° voor erg stompe schepen, een verschil dat onder meer te verklaren valt doordat in de theorie wordt uitgegaan van een punt dat zich door het water beweegt in plaats van een reële scheepsvorm.
De golflengte {\displaystyle \lambda _{t}} van de transversale en {\displaystyle \lambda _{d}} van de diagonale golven is in beide gevallen rechtstreeks afhankelijk van de snelheid v van het schip, de zwaartekrachtversnelling g en de hoek {\displaystyle \theta }:
{\displaystyle \mathbb {\lambda } _{t}=2\mathbb {\pi } v^{2}/g}
{\displaystyle \mathbb {\lambda } _{d}=2\mathbb {\pi } v^{2}cos(\mathbb {\theta } )/g}
De golfhoogte daarentegen zal afhankelijk zijn van de afstand tot het schip, maar in het algemeen zullen de transversale golven veel sneller in hoogte afnemen dan de diagonale golven en zal vooral de V-vorm, vertrekkende vanaf de boeg van het schip, het duidelijkst merkbaar zijn.

## Relatie met het Froude-getal
Het bestaan en de exacte vorm van het Kelvin-golfpatroon is sterk afhankelijk van het Getal van Froude van het schip, gedefinieerd als:
{\displaystyle {Fr}_{h}={\frac {v}{\sqrt {gh}}}}
{\displaystyle v} = Snelheid [m s−1]
{\displaystyle g} = versnelling van de zwaartekracht [m s−2]
{\displaystyle L} = Karakteristieke lengte (bijvoorbeeld diameter van een druppel of bel, lengte van een schip) [m]
{\displaystyle h} = waterdiepte [m]
Wordt dit getal 1 dan spreken we van de kritische snelheid van het schip, vaart het schip trager of sneller spreken we respectievelijk van sub- of superkritische snelheid. Wanneer het getal van Froude 1 nadert of groter dan 1 wordt, verandert het golfpatroon en zien we enkel nog de diagonale golfkammen, waarvan de Kelvinhoek met de voortbewegingsrichting van 19°28’ naar 90° zal naderen. Bij de kritische snelheid neemt de squat flink toe.
Een waarde van Fr > 1 is alleen mogelijk voor planerende schepen, bijv. een speedboot. Doordat de hoek van inval van de secundaire golven bij hogesnelheidsschepen veel groter is dan bij normaal varende schepen, is de hinder daarvan voor stilliggende schepen langs de oever ook veel groter. Om deze reden mogen "high speed ferries" ook vaak niet op hoge snelheid varen.